# Lecidea cinerata
Lecidea cinerata är en lavart som beskrevs av Zahlbr. Lecidea cinerata ingår i släktet Lecidea och familjen Lecideaceae.   Inga underarter finns listade i Catalogue of Life.